# Борисов Олександр Олексійович
Борисов Олександр Олексійович (нар. 2 (14) листопада 1866, село Глибокий Струмок, поблизу Красноборського, Вологодська губернія — 17 серпня 1934) — російський художник, перший живописець Арктики, письменник, громадський діяч, дослідник полярних земель, що вніс значний внесок у розробку питань транспортно-економічного освоєння Півночі.